# III. Olaf svéd király
III. Olaf Eriksson vagy Kincses Olaf (svédül: Olof Skötkonung), (kb. 980 – 1022) az első keresztény svéd király volt 994 és 1022 között, ő kezdte el a keresztény hit elterjesztését, ám a nagy hatalmú pogány nemzetségfők meghiúsították erőfeszítéseit. Olaf és fiai egyesítették Svédországot, ő volt az első svéd király, akit a sveák és a göták egyaránt elismertek uralkodójuknak.

## Élete

### Trónralépte
VI. Erik fiaként született. A még pogány Novgorodban nevelkedett, fiatal korában viking vezér volt a Keleti- és Északi-tengeren. Olaf volt az első, aki bizonyíthatóan uralkodott Mälardalen és Västergötland tartományok felett. Királyi székhelye is a göták földjén, Husebyban volt.
1000-ben ő veretett először pénzt (penning) Svédországban Sigtuna városában, amelyen a neve is rajta van. Ez egyben mälardaleni hatalmi bázisát is igazolja.

### Dán–svéd háború
Uralkodásának kezdetén Olaf háborúban állt a dán Villásszakállú Svend (Svend Tveskægg) uralkodóval, akinek országára Olaf azon az alapon tartott igényt, hogy édesapja, Erik egy ideig (992–993) kormányozta. A háború dán győzelemmel végződött, a kialakult helyzetet pedig Olof anyja, Büszke Sigrid (Sigrid Storråda) és a dán király (I. Svend) közti házasság stabilizálta. A közeledés a két uralkodó között oda vezetett, hogy Olaf Svend kidrállyal és a felkelő norvég nemességgel szövetkezve megtámadta a norvég uralkodót, Olaf Tryggvasont 1000-ben a Svolder sziget mellett. A svolderi győzelem után a két király felosztotta Norvégiát. Olaf Bohuslän és Dél-Trøndelag tartományokat kapta, ahol a norvég nemesség felkelése az új uralkodó ellen is folytatódott, így azokat a svéd királynak fel kellett adnia. Ezután hozzáadta törvénytelen leányát, Holfrith-et Svend jarlhoz (grófhoz), a frissen dán fennhatóság alá került Norvégia egyik alkirályához.

### A kereszténység felvétele
1008-ban Husabyban felvette a keresztséget.

### Norvég–svéd háború
1015 után Olav Haraldsson visszatért a norvég trónra, és elűzte a svéd királyt Bohuslän-ből, végső győzelmet azonban nem volt képes aratni felette. A hosszú harcok alatt a Keleti-tenger túlsó partján élő svédek függetleníteni tudták magukat az adórendszertől. Az ország ügyeinek elhanyagolását látva a svéd nép arra kényszerítette Olaf királyt, hogy kössön békét Olaf Haraldssonnal (akihez feleségül kellett adnia másik törvénytelen leányát, Astridot), sőt svéd királyként sem ismerték el a továbbiakban. Törvényes leánya, Ingigerth Bölcs Jaroszláv kijevi nagyfejedelem felesége lett.

### Halála
Élete végére Olaf királyt Svea népe arra kényszerítette, hogy hatalmát szorítsa vissza Västergötlandra, míg fia Jakab megkapta a királyi címet. Egy norvég - balti szláv hajóhad elleni csatában halt meg Swold szigete mellett: veresége után (viking szokás szerint) vízbe ugrott. Skarában vagy Linköpingben temették el.

## A kereszténység
Olaf uralkodásáról a korabeli források sokszor ellentmondásosak. Ő volt az első svéd király, akinek uralkodását a Hamburg-Brémai Érsekség elismerte. Az első svéd király, aki megkeresztelkedett, és keresztségét meg is tartotta. A keresztelési ceremóniát a hagyomány szerint Szent Sigfrid vezette. A király részt vállalt a kereszténység terjesztésében is a skandináv területeken, így Izland és Norvégia apostolának tekintik. Bár hitbuzgó kereszténnyé vált, de az ősi skandináv vallásnak az uppsalai pogány szentély köré csoportosult hívei megakadályozták abban, hogy kényszerrel bevezesse a kereszténységet. Az európai országokból küldött misszionáriusok azonban véghez vitték a térítést.

## Családja
- Olafnak házasságából Mecklenburgi Estriddel[10] (979 – 1035) két gyermeke ismert:
  - Ingegerd[10] (1001 – 1050. február 10.), aki 1019-ben Jaroszláv novgorodi nagyfejedelem felesége lett.
  - III. Anund[10] (1008. július 25. – 1053), a későbbi svéd király (ur.: 1022 – 1050),
- Ezen kívül két törvénytelen gyermeke született a vend Edla[10] nevű ágyasától:
  - Edmund[10] (1007 – 1061), később svéd király (ur.: 1050 – 1061),
  - Astrid[10] (? – 1035), aki 1019-ben a norvég Olaf Haraldsson felesége lett,

## Külső hivatkozások
- Bengans historiasidor (svéd nyelven). Wadbring.com